# Grottole
Grottole é uma comuna italiana da região da Basilicata, província de Matera, com cerca de 2.607 habitantes. Estende-se por uma área de 115 km², tendo uma densidade populacional de 23 hab/km². Faz fronteira com Ferrandina, Grassano, Gravina in Puglia (BA), Irsina, Matera, Miglionico, Salandra, Tricarico.

## Demografia
| Variação demográfica do município entre 1861 e 2011                               |
|                                                                                   |
| Fonte: Istituto Nazionale di Statistica (ISTAT) - Elaboração gráfica da Wikipedia |